# Atletismo nos Jogos Pan-Americanos de 1963 - 80 m com barreiras feminino
A prova dos 80 m com barreiras feminino nos Jogos Pan-Americanos de 1963 foi realizada em São Paulo, Brasil.

## Medalhistas
| Ouro                           | Prata                         | Bronze                      |
| JoAnn Terry USA Estados Unidos | Jennifer Wingerson CAN Canadá | Wanda dos Santos BRA Brasil |

## Resultados
| Posição           | Nome               | Nacionalidade      | Tempo | Notas |
| ----------------- | ------------------ | ------------------ | ----- | ----- |
| Medalha de ouro   | JoAnn Terry        | USA Estados Unidos | 11.37 |       |
| Medalha de prata  | Jennifer Wingerson | CAN Canadá         | 11.48 |       |
| Medalha de bronze | Wanda dos Santos   | BRA Brasil         | 11.50 |       |
| 4                 | Lorraine Dunn      | PAN Panamá         | 11.65 |       |
| 5                 | Leda dos Santos    | BRA Brasil         | 12.05 |       |